# Windows XP Media Center Edition
Windows XP Media Center Edition, soms afgekort als Windows MCE, was een 32 bit-besturingssysteem van Microsoft, speciaal ontworpen voor HTPC's (Home Theater PC), computers die hoofdzakelijk bedoeld zijn voor multimediagebruik. Het werd enkel verkocht aan OEM's en niet aan eindklanten. Meestal worden HTPC's aangesloten op een televisietoestel. Het kernonderdeel, Windows Media Center, was terug te vinden in het startmenu onder de vorm van "The Green Button": een groen pictogram waarmee Windows Media Center kon gestart worden.

## Software
Deze software zat in de laatste versie van MCE (2005).
- Windows Movie Maker 2.5 met nieuwe effecten en overgangen. Ook nieuw was de ondersteuning om films op dvd te branden, gebaseerd op de AuthorScript-technologie van Sonic Solutions.
- Windows Media Player 10, met Windows Media Format Runtime 9.5.
- Royale-thema, niet aanwezig in andere edities van Windows XP uitgezonderd Windows XP Tablet PC Edition. Royale is standaard geactiveerd.
- Microsoft Plus! Digital Media Edition-componenten: enkele programma's waaronder Audio Converter, CD Label Maker, Dancer en de 'feestmodus'.
- Screensavers en thema's van Microsoft Plus! for Windows XP zijn inbegrepen (Aquarium, Da Vinci, Nature, Space en My Pictures Premium).

## Versies
In de loop van de jaren zijn verschillende versies van Windows XP Media Center Edition uitgekomen:

### Windows MCE 2003 ("Freestyle")
Windows XP Media Center Edition 2003 is de eerste stabiele versie. Oorspronkelijk was het jaartal 2003 niet inbegrepen bij de naam, maar wordt meestal toegevoegd om duidelijkheid te scheppen tussen de verschillende versies. De codenaam van deze versie is "Freestyle".

### Windows MCE 2004 ("Harmony")
Windows XP Media Center Edition 2004 was de tweede stabiele versie. De codenaam was "Harmony".

### Windows MCE 2005 ("Symphony")
In Windows XP Media Center Edition 2005 is er een nieuwe versie beschikbaar van Windows Media Center, deze versie bevat een aantal nieuwe functies zoals ondersteuning voor Media Center Extender en de mogelijkheid om cd's en dvd's te branden. Als de gebruiker een aantal updates heeft geïnstalleerd worden deze functies erbij toegevoegd: ondersteuning voor DVB-T en Xbox 360 kan worden aangesloten. Windows XP Media Center 2005 is gebaseerd op Windows XP Service Pack 2.